# Ken Williams (autore di videogiochi)
Ken Williams (ottobre 1954) è un autore di videogiochi statunitense.

## Biografia
È stato il fondatore, insieme alla moglie Roberta, della On-Line Systems (in seguito Sierra On-Line e ora Sierra Entertainment), una delle prime software house specializzate nella produzione di videogiochi per home computer.
È sposato con Roberta Williams dal 1973 e ha due figli.
Prima di specializzarsi nell'Apple II e di creare la On-Line, Williams era un programmatore freelance; la svolta arriva dopo avere casualmente giocato all'avventura testuale Colossal Cave Adventure. È stato presidente fino al 1996, anno della cessione della Sierra alla CUC International, e attualmente in pensione.
In una intervista del 2006 ha ammesso che le due persone che lo hanno più influenzato sono state Bill Gates e Walt Disney.
Nel 2020, Ken e la moglie Roberta sono tra gli intervistati della serie High Score,  mandata in onda su Netflix.
Il suo caratteristico aspetto (baffi e capelli lunghi) ha ispirato alcuni personaggi creati da artisti della Sierra: in particolare un suo alter ego digitale appare nella serie Leisure Suit Larry e in Space Quest III.